# Dreieck Dortmund/Witten
Het Dreieck Dortmund/Witten is een knooppunt in de Duitse deelstaat Noordrijn-Westfalen. Op dit halve trompetknooppunt sluit de A448 (Bochum-Dortmund) aan op de A45 (Kreuz Dortmund-Nordwest-Seligenstädter Dreieck).

## Geografie
Het knooppunt ligt in het stadsdeel Hombruch in de stad Dortmund niet ver van de stadsgrens met Witten.
Nabijgelegen stadsdelen zijn Löttringhausen, Menglinghausen, Eichlinghofen, Persebeck, Kruckel en Salingen. Het knooppunt ligt ongeveer 7 km ten zuidwesten van het centrum van Dortmund, ongeveer 12 km ten noorden van Hagen en ongeveer 15 km ten oosten van Bochum.

## Rijstroken
Nabij het knooppunt hebben zowel de A448 als de A45 naar het noorden 2x3 rijstroken, de A45 richting het zuiden heeft 2x2 rijstroken. Alle verbindingswegen hebben één rijstrook.

## Verkeersintensiteiten
In 2010 werd het knooppunt dagelijks door ongeveer 83.000 voertuigen gebruikt. 
| Van                             | Naar                  | gemiddeld aantal voertuigen per dag | Percentage vrachtverkeer |
| ------------------------------- | --------------------- | ----------------------------------- | ------------------------ |
| AS Witten-Annen (A448)          | AD Dortmund/Witten    | 41.700                              | 08,8 %                   |
| AS Dortmund-Eichlinghofen (A45) | AD Dortmund/Witten    | 56.600                              | 10,8 %                   |
| AD Dortmund/Witten              | AS Dortmund-Süd (A45) | 68.100                              | 10,8 %                   |

## Richtingen knooppunt
| Aansluitende wegen                                   | Aansluitende wegen | Aansluitende wegen | Aansluitende wegen | Aansluitende wegen                                    |
| ---------------------------------------------------- | ------------------ | ------------------ | ------------------ | ----------------------------------------------------- |
| richting Dortmund-West / Essen Oberhausen / Hannover |                    |                    |                    |                                                       |
|                                                      |                    |                    |                    |                                                       |
| richting Witten / Bochum                             |                    |                    |                    |                                                       |
|                                                      |                    |                    |                    |                                                       |
|                                                      |                    |                    |                    | richting Dortmund-Süd / Hagen Kassel / Frankfurt a.M. |